# Giovanni Bernaudeau
Giovanni Bernaudeau (født 25. august 1983) er en fransk tidligere professionel cykelrytter.